# Šmartinske Cirkovce
Šmartinske Cirkovce je naselje u slovenskoj Općini Velenju. Šmartinske Cirkovce se nalazi u pokrajini Štajerskoj i statističkoj regiji Savinjskoj. 

## Stanovništvo
Prema popisu stanovništva iz 2002. godine naselje je imalo 60 stanovnika.